# Intermezzo matrimoniale (film 1950)
Intermezzo matrimoniale (Perfect Strangers) è un film del 1950 diretto da Bretaigne Windust.
Il soggetto del film venne tratto da Ladies and Gentlemen, una commedia del 1939 scritta per Helen Hayes da Ben Hecht e Charles MacArthur. Il lavoro teatrale, versione inglese della commedia originale ungherese di Ladislaus Bús-Fekete, debuttò al Martin Beck Theatre di Broadway il 17 ottobre 1939.

## Produzione
Il film fu prodotto dalla Warner Bros.

## Distribuzione
Distribuito dalla Warner Bros., il film fu presentato l'11 marzo 1950 a New York con il titolo Perfect Strangers mentre, nel Regno Unito prese il titolo di Too Dangerous to Love. Il 17 agosto 1951, il film fu distribuito in Finlandia come Tuomittu rakkaus; il 6 giugno 1952, in Australia. Nella Germania Ovest, uscì come Mordsache - Liebe.